# Curt Bejach

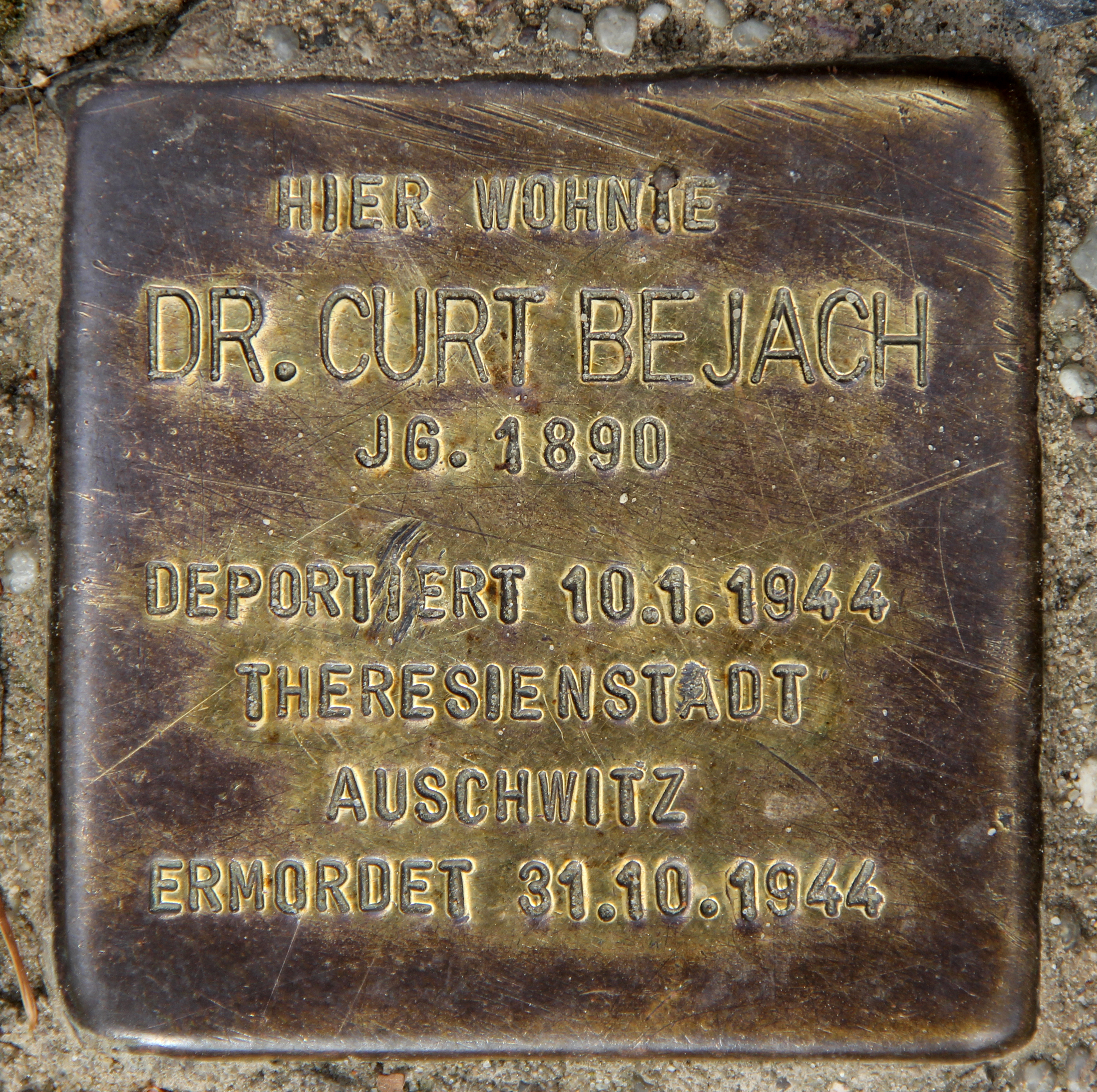
Stolperstein am Landhaus Bejach, Bernhard-Beyer-Straße 12, in Berlin-Wannsee

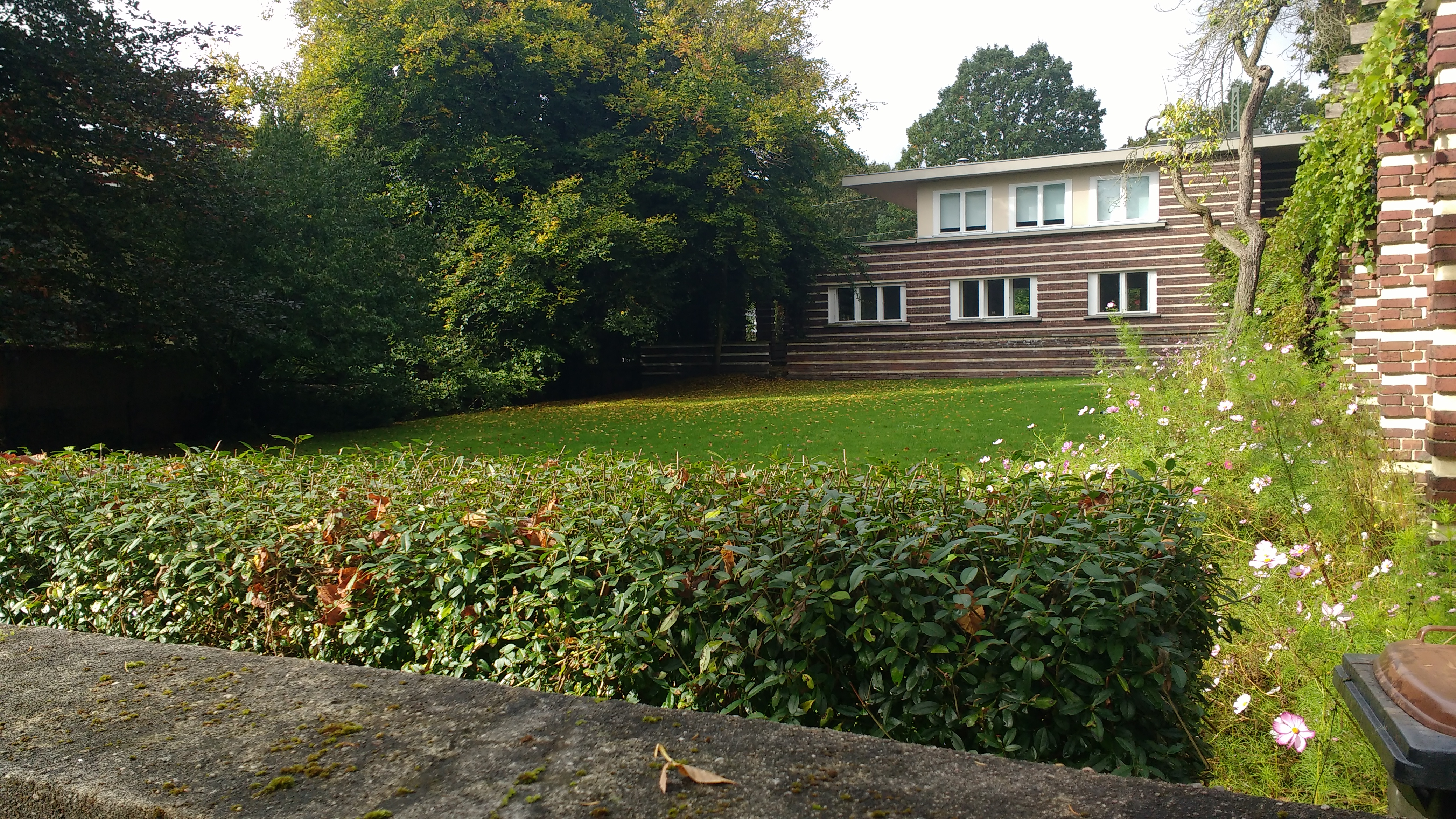
Landhaus Bejach, Architekt Erich Mendelsohn

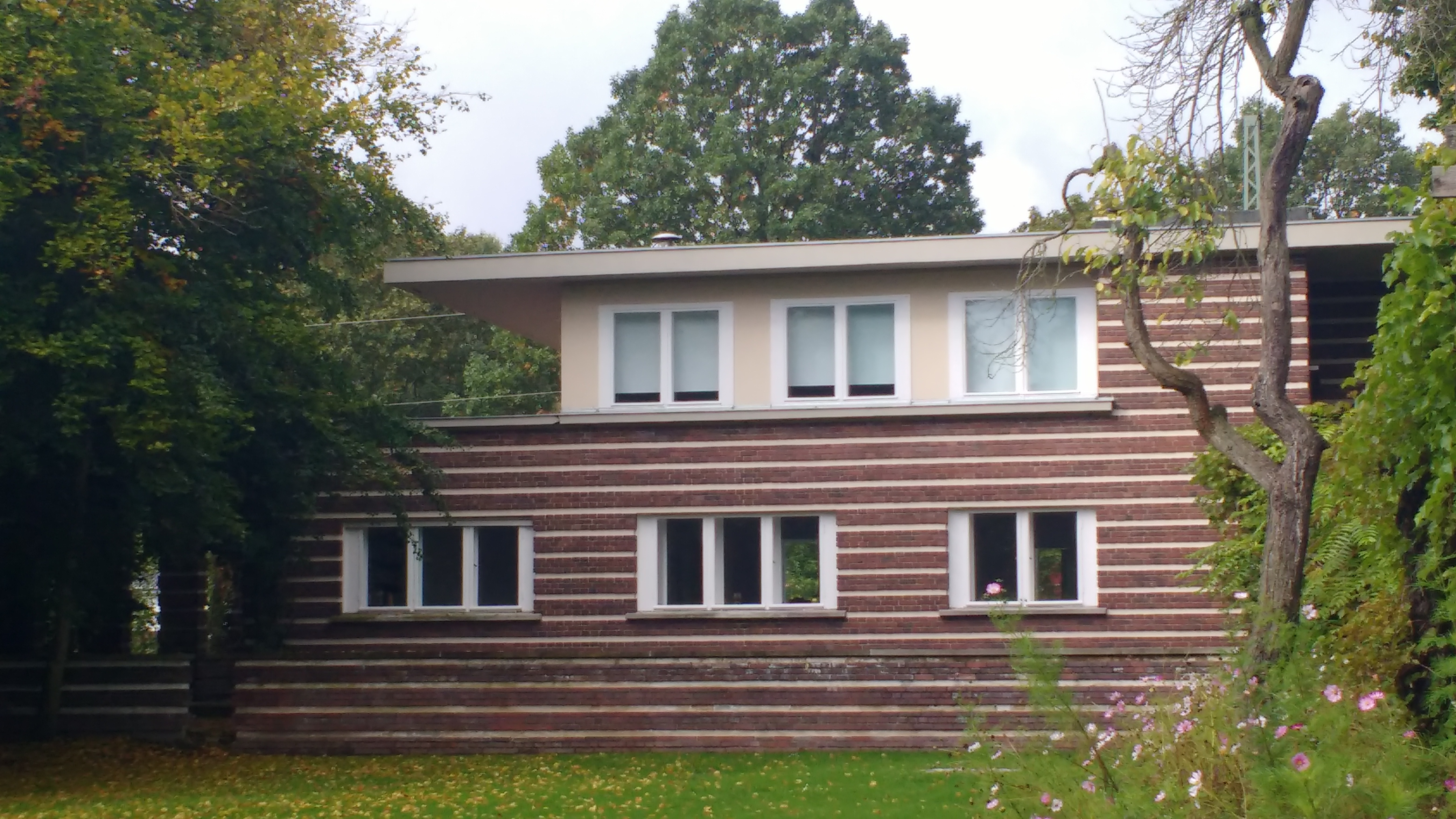

Curt Dietrich Manfred Bejach (* 20. Dezember 1890 in Jena; † 31. Oktober 1944 im KZ Auschwitz) war ein deutscher Mediziner und von 1922 bis 1933 der leitende Stadtarzt in Berlin-Kreuzberg.

## Leben
Bejach entstammte einer Arztfamilie jüdischer Herkunft. Nach dem Abschluss seiner Schullaufbahn absolvierte er von 1910 bis 1915 ein Studium der Medizin und Zahnmedizin an den Universitäten Berlin, München und Königsberg. Nach Ausbruch des Ersten Weltkrieges meldete er sich als Kriegsfreiwilliger zum Dienst in einem Königsberger Feldhilfslazarett. Nach Kriegsende promovierte Bejach 1918/1919 in Königsberg zum Dr. med. mit einem sozialhygienischen Thema. Der qualifizierte Sozialmediziner und Internist legte zusätzlich das Staatsexamen zum chirurgischen Zahnarzt ab.
Ab 1919 war er als Stadtarzt in Nowawes tätig und war anschließend von 1922 bis 1933 leitender Stadtarzt in Berlin-Kreuzberg. Am 29. Oktober 1920 heiratete Bejach die fünf Jahre jüngere, aus Brieg stammende Anna Emma Elisabeth Hedwig Ottow, mit der er drei Töchter bekam: Jutta (* 1921), Irene (* 1926) und Helga (* 1927).
1925 wurde von ihm das Gesundheitshaus am Urban zwecks Förderung der Sozialhygiene und der Gesundheitsaufklärung gegründet. Es war das erste kommunale Zentrum für Präventive Medizin und Gesundheitserziehung in Berlin.
1927/28 ließ er sich von Erich Mendelsohn sein Wohnhaus in Steinstücken (Bernhard-Beyer-Straße 12) errichten, in dem 1930 der UFA-Klassiker Die Drei von der Tankstelle gedreht wurde.
Nach der Machtergreifung der Nationalsozialisten wurde Bejach im April 1933 als engagierter Sozialist und Jude als Amtsarzt entlassen und verlor auch seine Stelle als Dozent an den Berliner Sozialen Frauenschulen. Im September 1938 wurde ihm mit der Vierten Verordnung zum Reichsbürgergesetz auch die Approbation entzogen. Zuvor musste er 1936 sein Eigenheim zwangsverkaufen. Bejach durfte zuletzt nur noch als sogenannter Behandler praktizieren. Während des Zweiten Weltkriegs musste er Zwangsdienst im Waldlager Britz in Brandenburg leisten. Am 10. Januar 1944 wurde er mit dem 99. Alterstransport vom Güterbahnhof Berlin-Moabit ins Ghetto Theresienstadt und von dort am 29. September 1944 ins KZ Auschwitz deportiert, wo er ermordet wurde.
Seine Frau Hedwig Bejach starb bereits 1931 an Tuberkulose; seine beiden jüngeren Töchter Helga und Irene konnte er 1939 auf einen der Kindertransporte nach England schicken, wo sie in der Familie von Richard Attenborough Aufnahme fanden. Die ältere Tochter überlebte als Zwangsarbeiterin. Für sich selbst hatte sich Bejach vergeblich um ein Visum für die USA bemüht.

## Schriften (Auswahl)
Die sozialen Aufgaben des Arztes bei der Wiederertüchtigung schwerkriegsbeschädigter Handwerker und Industriearbeiter. Braunschweig 1919

## Ehrungen
- 2007 wurde zur Erinnerung an Curt Bejach ein Stolperstein vor dem Landhaus Bejach in Berlin-Steinstücken verlegt.
- 2011 gab der Bezirk Friedrichshain-Kreuzberg dem Gebäude seines Gesundheitsamtes den Namen Curt-Bejach-Gesundheitshaus. Seit dem 9. November 2015 gibt es dort eine Dauerausstellung zum Wirken von Curt Bejach.[3]